# Hornslet
Hornslet ist eine dänische Kleinstadt mit 6328 Einwohnern (1. Januar 2023) im Osten Jütlands. Sie war das Verwaltungszentrum der ehemaligen Rosenholm Kommune.

## Geografie
Hornslet liegt im gleichnamigen Kirchspiel im Westen der Syddjurs Kommune. Der Ortist der zweitgrößte der Kommune und befindet sich (Luftlinie) etwa 19 km nordnordöstlich der Innenstadt der Großstadt Aarhus, 24 km südöstlich von Randers und 36 km westsüdwestlich von Grenaa. Kalø Vig, eine Bucht der Ostsee, ist circa 5 km entfernt.
Die Kleinstadt liegt in hügeligem Terrain. Das Siedlungsgebiet erstreckt sich auf einer Höhe von ungefähr 20 m.o.h. im Nordosten bis auf 50 m.o.h. im Südwesten.

## Geschichte
Das Dorf wurde erstmals im Jahre 1310 erwähnt.
Durch die Anbindung an den Schienenverkehr am 1. Dezember 1877 wurde Hornslet zu einem attraktiven Standort für Handel und Industrie und begann schnell zu wachsen. 1891 wurde durch die Verwaltung des Randers Amt ein Krankenhaus in dem Ort errichtet. 1887 wurde eine Genossenschaftsmolkerei gegründet, die in den 1900er Jahren gegründete Hornslet Møbelfabrik war zeitweise der größte Arbeitgeber in Hornslet. 1910 wurde ein Gerichtshaus und Gefängnis gebaut, welches 1911 eingeweiht wurde. 1921 hatte die Kleinstadt 904 Einwohner.
Mitte des 20. Jahrhunderts gab es in der Kleinstadt mehrere Schulen wie unter anderem eine technische Schule, eine Landwirtschaftsschule, eine Haushaltsschule und eine Handelsschule. 1960 gab es 1637 Einwohner im Ort.
Mit einer Kommunalreform wurde 1970 die Rosenholm Kommune gebildet und Hornslet war ihr Verwaltungszentrum. 2006 wurde diese im Zuge einer weiteren Reform mit weiteren Kommunen Teil der Syddjurs Kommune.

## Sehenswürdigkeiten
Die Hornslet Kirke liegt südöstlich des Ortskerns, sie wurde zum großen Teil im 12. Jahrhundert gebaut. Bereits um 800 bis 900 gab es eine Holzkirche an der Stelle.
Das Schloss Rosenholm befindet sich ca. 2 km nördlich von Hornslet.
Ein Denkmal wurde am 5. Mai 1946 in Erinnerung an fünf von den Nazis getöteten Widerstandskämpfer, die sich die Hornsletgruppen nannten, aus dem Ort errichtet.

## Verkehr
Mit dem Eisenbahngesetz vom 4. Mai 1875 wurde der Bau einer privaten Bahnstrecke von Aarhus nach Ryomgård beschlossen. 1877 wurde im Norden des Dorfes ein Bahnhof gebaut. Dieser wurde mit Einweihung der nunmehr bis Grenaa verlängerten Bahnstrecke Aarhus–Grenaa (Grenaabanen) am 1. Dezember 1877 in Betrieb genommen. Da die private Gesellschaft bald finanzielle Probleme bekam, wurde die Strecke am 18. Februar 1871 vom Staat übernommen. Der Personenverkehr wurde 2016 aufgrund von Umbaumaßnahmen in eine Stadtbahnlinie, der Aarhus Letbane, eingestellt. Die gesamte Strecke wurde modernisiert und am 30. April 2019 wieder eröffnet.

## Fotogalerie

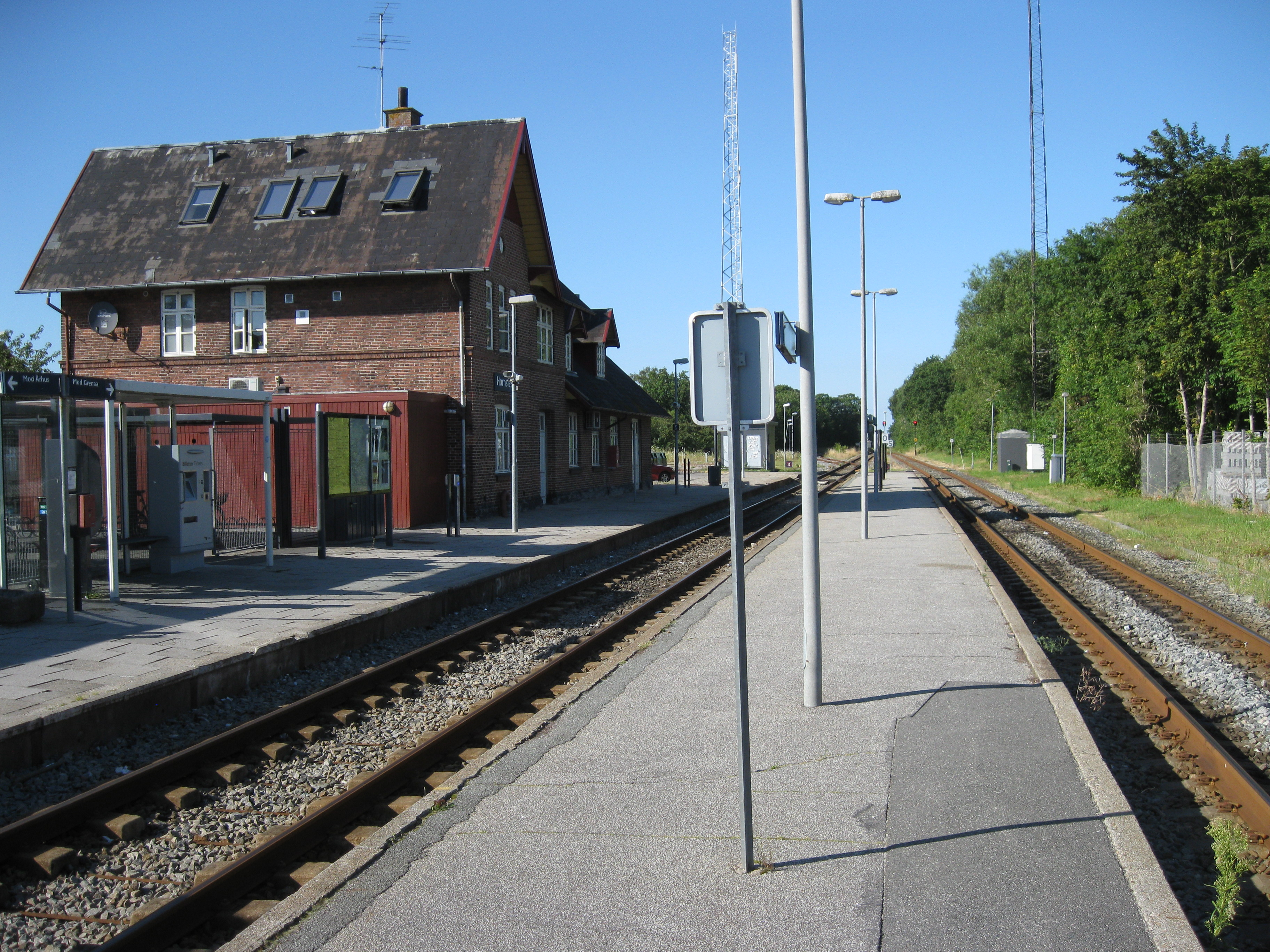
Bahnhof
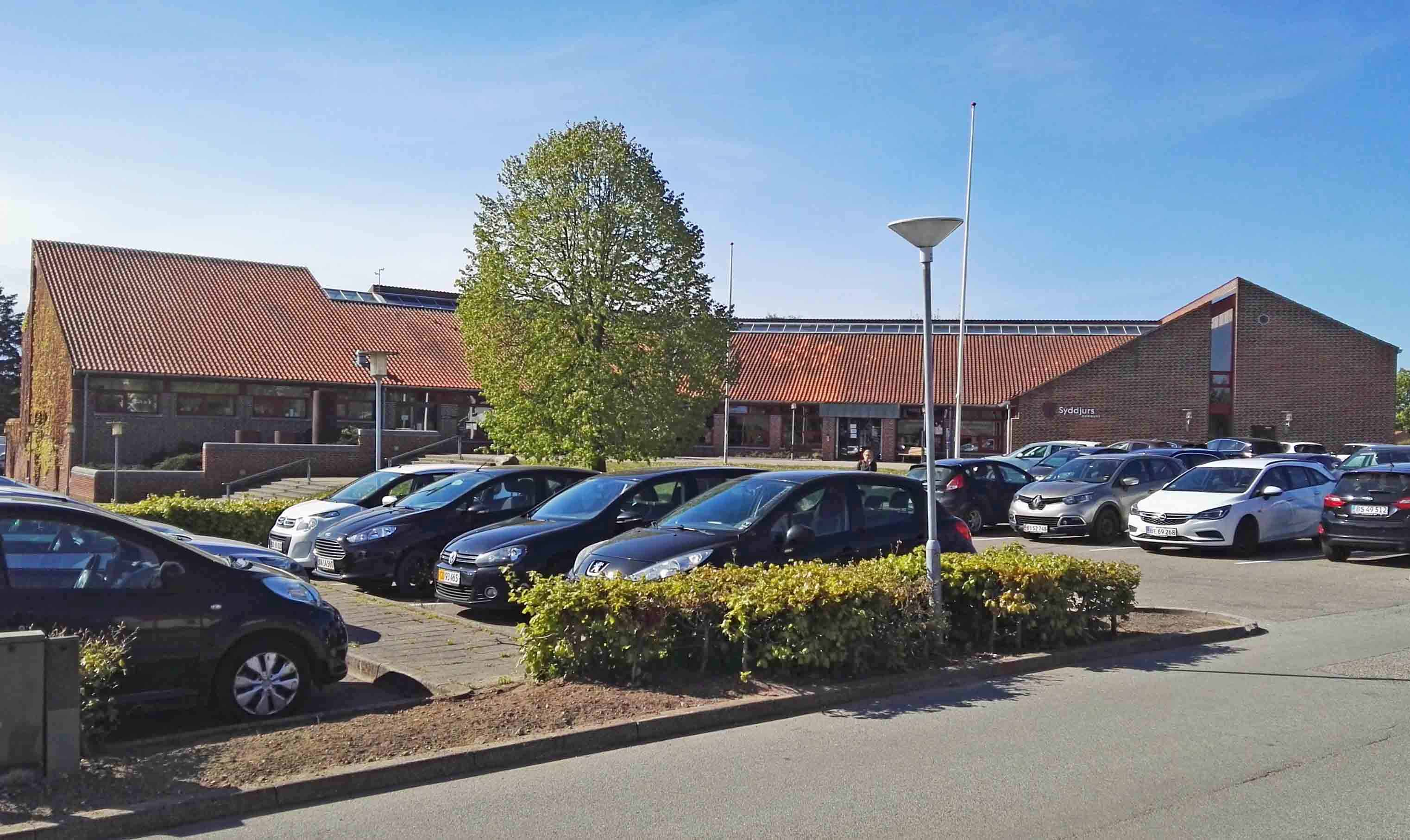
Ehemaliges Rathaus der Rosenholm Kommune
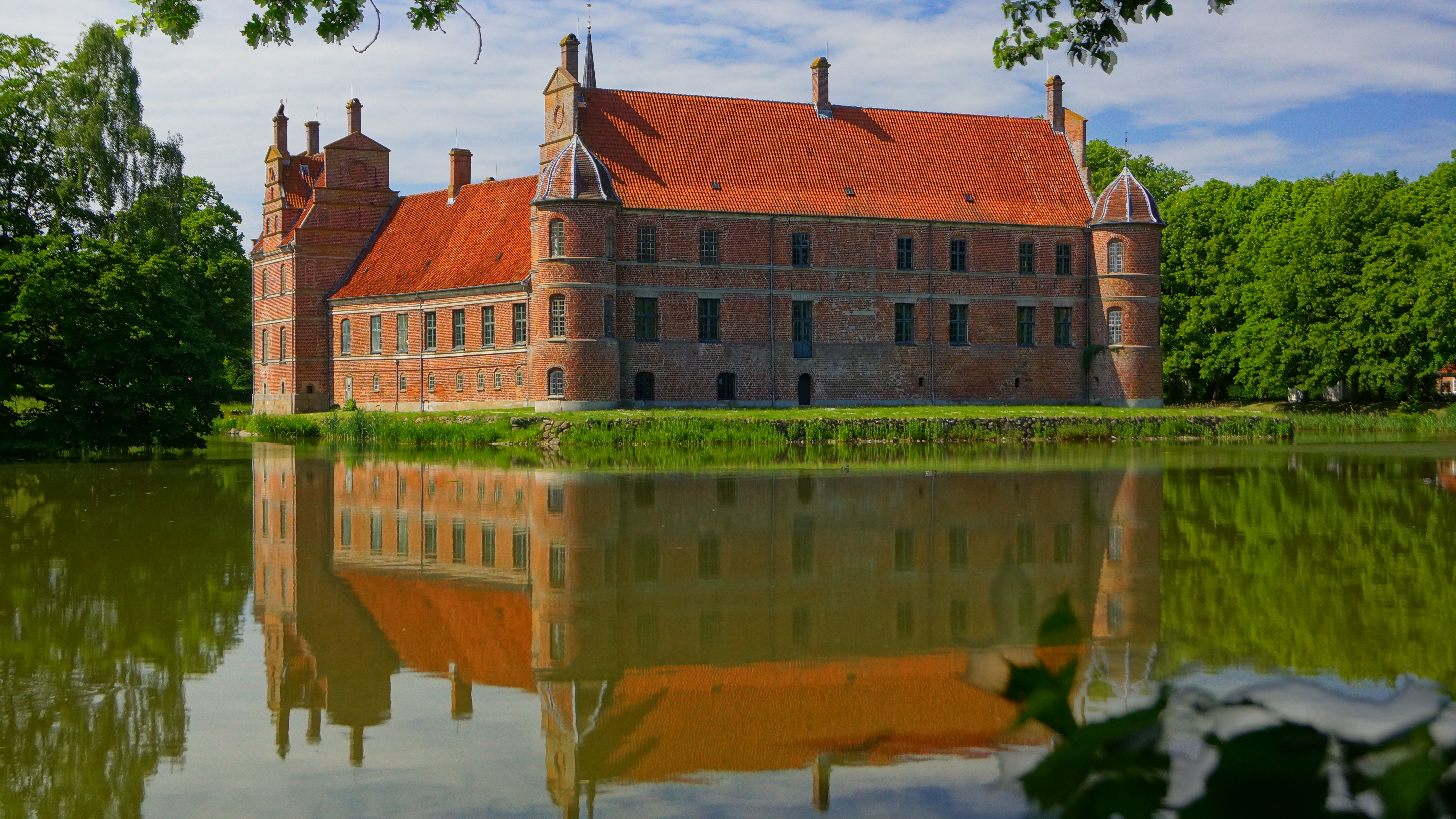
Rosenholm Slot